# Bullets and Brown Eyes
Pour plus de détails, voir Fiche technique et Distribution.
Bullets and Brown Eyes est un film américain réalisé par Scott Sidney, sorti en 1916.

## Fiche technique
- Titre : Bullets and Brown Eyes
- Réalisation : Scott Sidney
- Scénario : J. G. Hawks (en) et Thomas H. Ince
- Photographie : Devereaux Jennings
- Production : Thomas H. Ince
- Pays d'origine : États-Unis
- Format : Noir et blanc - 1,33:1 - Film muet
- Genre : drame
- Durée : 50 minutes
- Date de sortie : 1916

## Distribution
- William Desmond : Prince Carl
- Bessie Barriscale : Comtesse Olga
- Wyndham Standing : Comte Michael
- Joseph J. Dowling : Comte Ivan
- J. Barney Sherry : le Roi
- Roy Laidlaw : le grand duc
- Louise Brownell : la mère du Prince Carl
- Leonard Smith : Lieutenant Alexis
- John Gilbert
- Jean Hersholt